# Украјинци
Украјинци (укр. українці) су источнословенски народ, који претежно живи у Украјини, где чини око 78% становништва. Украјинци су већим делом православне, а мањим делом гркокатоличке вероисповести. Говоре украјинским језиком, који спада у групу источнословенских језика.
Украјинаца укупно има око 40.000.000, од тога у Украјини 37.541.700, Русији 2.942.961, Канади 1.209.805, САД 961.113 и Казахстану 333.200. По резултатима пописа из 2002. у Србији живи 5.354 Украјинаца, углавном у Војводини. У БиХ је 1991. живело 3.929 Украјинаца, углавном у околини Приједора, Прњавора и Лакташа.
Поред своје матичне земље Украјине, Украјинци, заједно са Русима и Молдавцима, чине један од три призната државна народа фактички независне непризнате државе Придњестровље. Украјинаца у Придњестровљу има око 29% и трећи су народ по бројности у тој земљи, после Молдаваца (32%) и Руса (30%).

## Име
Савремени етноним Украјинци изведен је из старијег демонима Украјинци, који је првобитно означавао становнике историјске области Украјине, а сам обласни назив (хороним) Украјина изведен је из именице украјина, којом се означава крајина, односно крајиште.
Иако су рубна подручја у разним источнословенским областима већ током средњег века означавана појмом украјина (у општем значењу: крајина, крајиште), тај термин је током раног нововековног раздобља прерастао у хороним (обласни назив: Украјина) који је означавао погранична пространства у ширем захвату реке Дњепра.
Из хоронима Украјина је потом изведен и демоним Украјинци, као општи назив за становнике првобитне Украјине, а након појаве националних покрета у 19. веку, појам Украјинци је почео да се користи и као етноним, чиме се желела исказати посебност етничких Украјинаца у односу на остале словенске народе.
Употребом појма Украјинци у функцији етнонима, такође се желела избећи употреба ширег појма Малоруси, који је званично промовисан од стране државних власти све до пропасти царске Русије (1917). Назив "Украјинци" у Галицији и Буковини се неће употребљавати све до прве четвртине 20. века, у Поткарпатју до 1930-их, а у Прешовској области до касних 1940-их. Након тога, назив Малоруси како су називани становници данашње Украјине почеће да ишчезава и да се сматра непримереним.

## Генетика
Украјинци, као и већина Европљана, углавном потичу из три различите лозе: мезолитских ловаца-сакупљача, пореклом из популација повезаних са палеолитском епиграветском културом; Неолитски рани европски фармери који су мигрирали из Анадолије током неолитске револуције пре 9.000 година; и сточари из Јамне степе који су се проширили у Европу из понтско-каспијске степе Украјине и јужне Русије у контексту индоевропских миграција пре 5.000 година.
У истраживању 97 генома за разноврсност у потпуним секвенцама генома међу самоидентификованим Украјинцима из Украјине, студија је идентификовала више од 13 милиона генетских варијанти, што представља око четвртину укупног генетског диверзитета откривеног у Европи. Међу ових документованих скоро 500.000 је претходно недокументовано и вероватно ће бити јединствено за ову популацију. Медицински релевантне мутације чија се преваленција у украјинским геномима значајно разликовала од других европских геномских секвенци, посебно из Западне Европе и Русије. Украјински геноми формирају јединствен кластер позициониран између северне на једној страни и западноевропске популације на другој.
Украјински генофонд укључује следеће Y-хаплогрупе, по реду од најзаступљенијих:
- Р1а (43%)
- И2а (23%)
- Р1б (8%)
- Е1б1б (7%)
- И1 (5%)
- Н1 (5%)
- Ј2 (4%)
- Г (3%)
- Т (1%)

Отприлике сви Украјинци са хаплогрупом Р1а  носе подтип Р1а-З282; Р1а-З282 је значајно пронађен само у источној Европи. Черновачка област је једини регион у Украјини где се хаплогрупа И2а јавља чешће од Р1а, много ређе чак и у Ивано-Франкивској области. У поређењу са својим северним и источним суседима, Украјинци имају сличан проценат хаплогрупе Р1а-З280 (43%) у својој популацији — упоредите Белорусе, Русе и Литванце и (55%, 46% и 42% респективно). Популације у источној Европи које никада нису биле словенске. Украјинци у области Чернивци (близу границе са Румунијом) имају већи проценат И2а за разлику од Р1а, што је типично за балкански регион, али мањи проценат од Н1ц1 од Руса, који се налази међу финском, балтичком и сибирском популацијом, и такође мање западноевропског хаплотипа Р1б у односу на Западне Словене. У погледу дистрибуције хаплогрупа, генетски образац Украјинаца највише сличи на белоруски. Присуство хаплотипа Н1ц објашњава се доприносом асимилованих финских племена.

## Географска дистрибуција
Већина етничких Украјинаца живи у Украјини, где чине преко три четвртине становништва. Највећа популација Украјинаца ван Украјине живи у Русији где око 1,9 милион руских грађана идентификује се као Украјинци, док милиони других (првенствено у јужној Русији и Сибиру) имају неко украјинско порекло. Становници Кубана, на пример, колебали су се између три идентитета: украјинског, руског (идентитет који подржава совјетски режим) и „ козака“. Приближно 800.000 људи украјинског порекла живи на руском Далеком истоку у области историјски познатој као „Зелена Украјина“.
У националној анкети Украјине из 2011. 49% Украјинаца је рекло да имају рођаке који живе у Русији.
Према неким претходним претпоставкама, процењени број од скоро 2,4 милион људи украјинског порекла живи у Северној Америци (1.359.655 у Канади и 1.028.492 у Сједињеним Државама). Велики број Украјинаца живи у Бразилу (600.000), Казахстану (338.022), Молдавији (325.235), Аргентини (305.000), (Немачкој) (272.000), Италији (234.354), Белорусији (225.734 (225.734), Узбекистану60 ), Чешка (110.245), Шпанија (90.530–100.000) и Румунија (51.703–200.000). Постоје и велике украјинске заједнице у земљама као што су Летонија, Португал, Француска, Аустралија, Парагвај, Велика Британија, Израел, Словачка, Киргистан, Аустрија, Уругвај и републике бивше Југославије. Генерално, украјинска дијаспора је присутна у више од сто двадесет земаља света.
Број Украјинаца у Пољској износио је око 51.000 људи 2011. године (према пољском попису). Од 2014. године земља је доживела велики пораст имиграције из Украјине. Новији подаци показују да је број украјинских радника миграната 1,2 – 1,3 милиона у 2016.
У последњим деценијама 19. века, многи Украјинци су били присиљени од стране царске аутократије да се преселе у азијске области Русије, док су многи од њихових колега Словена под аустроугарском влашћу емигрирали у Нови свет тражећи посао и боље економске могућности. Данас велике етничке украјинске мањине живе у Русији, Канади, Сједињеним Државама, Бразилу, Казахстану, Италији и Аргентини.  Према неким изворима, око 20 милиона људи изван Украјине идентификује се као да имају украјинску националност, међутим званични подаци дотичних земаља израчунати заједно не показују више од 10 милиона. Украјинци имају једну од највећих дијаспора на свету.

## Историја

### Појава Словена
У време Велике сеобе народа, на ширем простору данашње Украјине настанили су се током 6. века Анти и Словени, који су говорили сродним језицима и имали сличне обичаје и веровања. Подијелили су се на многа племена са властитим поглавицама и војном силом. Анти ће ускоро нестати из историје, а њихово име замениће словенско.
У 7. и 8. веку на просторима данашње Украјине развило се источнословенско друштво. Најактивније је у подручјима куда теку воде средњега тока Дњепра. У тим крајевима пронађени су трагови веома живе људске делатности. Овде су се људи бавили узгојем стоке, земљорадњом и трговином. Развио се и град Кијев, а уз њега и Чернихиц и Переиаслав.
Значајну улогу у формирању украјинског народа имали су Пољани, источнословенско племе, насељено у 10. и 11. веку на обалама средњег тока Дњепра. Ал-Масуди у 10. веку спомиње њиховог вођу, краља Мадзака. Друга значајна племена су била Древљани, Северани, Улићи, Тиверци, Дуљеби, Волињани, Бужани. У раном 9. веку источнословенска племена морала су да плаћају порез Хазарима. Док су осталим Словенима наплаћивали порез у крзну, Хазари су од Пољана захтевали по 'мач' (читај ратника) на свако домаћинство.

### Кијевска Русија
Улазимо у 9. век, политичке прилике су живе, а и опасне. Догађају су ружне ствари у Украјини. У настанку је прва старословенска држава, Кијев, називана и Стара Русија или Кијевска Русија, која ће ускоро прерасти у једну од највећих земаља Средњовековне Европе. Новгородски принц Олег убио је принчеве Асколда и Дира у борби за кијевски трон. Украјина ће имати важну улогу баријере између европске цивилизације и степских номада Истока.
Вишеетничка Стара Русија има царски облик управе. Прокламацијом Кијева политичким средиштем Старе Русије, принц Олег има проблема с консолидацијом оближњих племенских кнежевина око Кијева. Крајем 10. века ипак су сва источнословенска и несловенска племена под његовом доминацијом. Кијевска Русија шири се од Белог до Црног мора, и од Карпата до Волге. Центрифугалне тенденције постају неизбежне. Принчеве наоружане снаге играју главну улогу у Кијевској Русији до раног 11. века. Ислужени војници постају принчеви саветници у најважнијим државним пословима и заузимају све административне и дворске положаје. Појавом Јарослава Мудрог (1019—1054) војска се одваја од административних и законодавних делатности, овим пословима сада ће се позабавити бољари, племенска аристократија по рођењу.
Истовремено и кијевске принцезе 9. и 10. века играју важну улогу у историји настанка Украјине. Имају својих заслуга у учвршћивању економске и политичке снаге државе. Принцеза Олга (око 946.), паганизам замењује хришћанством. Оно ипак неће постати службено све до 988., односно принца Володимира Свјатославича. Дипломатски односи Старе руске државе са суседним државама, посебно Византијом и германским царством појачава се током 10. века, након пада државе Хазара. Успут речено, јеврејско-хазарско царство су 1239. уништили Монголи.
900-тих година држава се ангажовала у ратовима, посебно за време принца Свјтослава (964—972).
Стварање руске националне државе посебно се спроводи у време Свјатославовог сина, принца Володимира (978—1015). Држава јача економски и политички заједно с његовим ауторитетом. Организовано је судство. Процес формирања Старе руске државе завршава почетком 11. века са Јарославом Мудрим. У његово време Кијевска Русија доживљава највећи успон. Након Володимирове смрти завладали су грађански ратови али их је Јарослав сузбио, а и заштитио државу од упада номада. За његове владавине градови постају важни у економском и културном животу. Оживљавају и везе између разних регија и то доводи до повећања трговине и већег развоја агрикултурне и занатства. Донесен је и први законик, "Руска правда". Несрећом, принчеви наследници уплели су се у многе заваде, што је довело до неминовног цепања јединства руске државе.
Заваде покушава да смири Владимир Мономах (1113—1125). Краће време под његовим вођством ојачаће ауторитет кијевског принца на главне кнежевине, а интерна и екстерна позиција државе се стабилизовати. То ипак неће дуго потрајати, 1130. долази до дезинтеграције. Кроз неколико година нова, снажна држава распашће се на неколико независних кнежевина чији вође неће успети да зауставе војне конфликте до средине 13. века. Ауторитет кијевског принца као шефа државе постаће формалан. Кијев ће још остати главни град али ће принчева моћ прећи под заједничку управу најутицајнијих кнежева. Централизована монархија постаће федерална. Даља дезинтеграција неће само обележити социоекономске и политичке прилике него увести и неке иновације. Кијевске хронике још 1187. исковале су термин ‘Украјина’ да би означиле јужно подручје руске државе у којој се налазе провинције Кијев, Переиаслав и Чернихив. Након неког времена јављају се и Халич, Волинија и Подилија. Упркос неколико покушаја да се уједине кнежевине одвојене границама које се јављају у 12. и 13. веку, Кијевска Русија слаби економски и политички. Јављају се монголско-татарске хорде које ће претити више од два века.

### Халич и Волинија
Дезинтеграцијом Старе руске државе у 12. веку сепарацијом настаје и нова држава Халич-Волинија. Она настаје 1199. под владом принца Романа, потомка Володимир Мономакха. Овај човек први је у историји назван као 'Велики војвода' и 'аутократом целе Русије'.
Држава је изложена константним непријатељствима бољара потпомаганим Мађарима и Пољацима. Након смрти Роман Мстyславyча, бољари се противе насљеђу његових синова Данyла и Васyлка и на страни су Мађара. Тако 1214. године, Калман, млади мађарски принц жени пољску принцезу и проглашава се за краљ кнежевине Халича-Волиније. Од тога времена почиње дуги рат Данyла Халичког и његовог брата Васyлка (Васyлко) да поврате очев трон. Овај рат постаје познат као ослободилачки рат, чији је циљ поновна успостава независности и територијалног јединства Халич-Волиније.
Главни Данyлов задатак постаје да учврсти државне институције кнежевине и потпору, коју би му бољари требало да врате. Данyло чини велику ствар за своју земљу штитећи границе кнежевине од монголско-татарске опасности за Русију. Успут он настоји оженити свог сина за кћерку Беле IV. Данyло је мудар и учвршћује границе пре навале степских хорди. Од 1254. до 1255. Данyло је однео низ победа и отерао Монголе даље од граница Украјине.
Данyлова популарност је порасла у очима света. Одједном је постало часно бити удружен са једном таквом земљом. Године 1253. крунисао га је Папа Иноћентије IX у Дорохичину. Овим чином призната је кнежевина Халич-Волинија. Територијално она се у 13. веку шири. Кнежевини су припале Лиублин и делови Транскарпатије. Све изгледа лепо, но неће дуго потрајати. Халич-Волинију исцреће непрекидне борбе с унутрашњим и спољним непријатељем. Она ће пасти у руке непријатеља. Крајем 14. века све оно што је брижни Данyло кућио поделиће Пољска, Литванија, Мађарска и Молдавија.

### Под Великом Литванијом
Тридесетих година 14. века велики литвански војвода Лиубард освојио је Волинију. Услиједиће рат. Литванско-Пољски рат од 1351—1352. Украјину поделише Литванци и Пољаци. Подилија, Кијев, Сивер и Переиаслав дођоше под литванску круну, остало уграбише Пољаци. Литвом у то доба владаше Велики војвода Олгерд (Лиубардов наследник). Домицилно становништво противи се литванској експанзији по украјинској земљи. Вероватно како не би изазвали веће неприлике, Литванија се не меша у социо-политичке институције, ни постојећи економски систем, што тада владаше Украјином. Штовише, ови пак асимилирају украјинску културу а и под религиозним су утицајем. Доласком 15. века, тачно 1452. долази до сепарације кијевске метрополије, она постаје додатна покретачка сила развитку центрифугалних тенденција у украјинским земљама.
Владе Литваније и Пољске присиљене су да се бране од германских витезова и канова Златне Хорде, оне стварају међународну унију коју озакоњују династијским браковима. Литванија неће бити никад већа, она истовремено предузима мере политичке централизације. Домаћа аристократија ипак очекује привилегије а и украјински језик је службени у Литванији. Ипак ће с временом литвански католички елемент завладати овом великом државом што ће довести до низа устанака у касном 15. и раном 16. веку.

### Козаци
Козаци, изгледа, у писаним се изворима спомињу први пута у касном 15. веку. Они ће одиграти историјску улогу за судбину Украјине. Козаци су били слободни људи који су чували земљу и границе од напада Турака и Татара. Средином 16. века Козаци стварају војно-политичку организацију: запорошки сич (Запорозька Січ). Ова војна организација имала је војно-административни систем темељен на начелима козачке демократије. Запорошци су имали институције војног већа и запорошку регименту и своје законе утврђене у Кијевској, Брацлавској и Волинској провинцији. Најпознатији вође беху им Тарас Фјодорович, Павло Бут, Јакив Остраинyн и Дмитро Хуниа. У Пољској године 1633, под утицајем револуције, долази до легализације православне цркве (чији је митрополит Петро Мохyла), но године 1638. варшавски суд укида козачке привилегије. Те привилегије које су они уживали било је и властито законодавство (легислација) и избор (именовање официра). Поразом козачких устанака током 16. и раном 17. ст. њихово се стање јако погоршало. Њихове вође као и хиљаду устаника и сељака је побијено, а њихова земља редистрибуирана. 'Златни мир' који завладаше Пољском у раном 17. веку добили су само великаши и племићи који нису прошли ратну лекцију. Украјинци ће до средине 17. стољећа морати прикупити снаге да се ухвате у коштац са богатом Речпосполита (односи се на Пољску од 1505. па надаље када је шлачта (племство) изабрао сејмник (види Пољаци).

### Између Пољске и Русије у 17. веку
Ослободилачки рат средином 17. века постаје значајан догађај и означиће темељне промене будућим догађајима у украјинској историји. Њен најважнији значај резултоваће стварањем независне украјинске државе.
Рат почиње 1648. хетманом Запорожаца избором ће постати Богдан Хмељницки (1595—1657). Новости о догађајима у Запорожју брзо ће се проширити Украјином. Формираће се национална војска. Козаци тријумфално нападају у пролеће и лето 1648. хетман Богдан односи победе над пољском војском. Туче Пољаке у биткама на Корсуну и Жовтy Водy, Пилиавтси, Лавову и Замостију. Победом над пољском војском придружује му се и пољско сељаштво.
Пољска није још у потпуности побеђена. Од 6. до 11. месеца 1648. процес формирања државе комплетиран је тек у средишњим, источним и јужним подручјима.
Од 1649. до 1652. Украјина је политички активна. Ствара се војно-политички савез с Кримским канатом, преговара се с Москвом и Варшавом, утемељују дипломатски односи с Моладавијом и Трансилванијом. Геополитичка ситуација Хмељницком је неповољна и квари му планове. Ни Пољска није скрштених руку, украјински проблем настоји да реши ратом. 1651. пољска војска полази у офанзиву и битка се деси код Берестечка у Волинији. Краљ Јан II Касимир Васа, имао је 150.000 војника а Украјинци 100.000 и Кримске Татаре (води их Ислам-Гиреи III) на својој страни. Но Татари га издадоше. Заробе га па пусте. Његове снаге опколише Пољаци и он мора потписати уговор у Билој Тсеркви.
Уговором и Биле Тсеркве увелико се ограничише права Украјине што изазове вал незадовољства Украјинаца. Хмељницки мобилизује војску и у петом месецу 1652. у сјајној бици потуче Пољаке. Готово цела Украјина је ослобођена али потпуна победа још није постигнута. Године 1653, у лето, ствара се антиукрајинска коалиција у коју се укључују Пољска, Молдавија, Валахија и Трансилванија. Све ће ово на крају завршити тако што ће раних педесетих 17. века запорошка војска бити подложна руском цару. Гетман Богдан Хмељницки умро је 27. јула 1657.
Запорошки хетман Хмељницки није умро у слободној Украјини али је створио огромне потенцијале за стварање њене независности. Ови се потенцијали ипак још неће искористити због много домаћих проблема и политике царизма. Земља ће се наћи у вртлогу грађанског рата и политичких криза још много година. Нови хетман (атаман) је И. Вихоски (?-1664), но овај ће брзо почети губити потпору великог дела Козака. Запорожје и велике регименте са леве обале Украјине занемарују га и постају му опозиција. Видевши лошу ситуацију у Украјини многе стране државе пожурише не би ли се њоме и окористиле.
Током грађанског рата, који почиње у Украјини у пролеће 1658, њен вођа (први у њеној историји) потражи подршку страних сила, не да би државу довео до независности, него против домаће опозиције. Позива татарске хорде у у помоћ против козачких хетмана М. Пушара и У. Барабаша. Одлучује се поновно ујединити са Пољском. Шеснаестога у деветом месецу 1658. у Хадзиачу потписују уговор (угода хадзиацка) атаман (=хетман) Иван Виховски са пољско-литванским комонвелтом. Овиме је атаман учинио преседан. Украјина остаде подељена. Лева обала остаде оријентисана према Москви а десна Варшави.
Изабран је нови хетман Јуриј (ца. 1641-1685), син је Богдана Хмељницког. Овај пак потписује уговор у Чуднивску, практично тако признавши валидност претходног. Овај га потез кошта абдикације коју 1663. мора поднети. На левој обали Козаци имају подршку Татара, ту је исте године изабран нови атаман И. Бријухобетски (?-1668). Комплетна украјинска територија тако је подељена између две државе и на два хетманата. Лева обала и Кијев гравитира Москви, десна Пољској.
Украјинско уједињење постаје проблематично. Упркос дубоким социо-политичким контрадикцијама између две државне елите оријентисане различитим страним силама, и непрестаном мешању ових у домаћи живот Украјинаца, обе њене регије биле су у границама једног државног организма.
Нада у уједињење Источне и Западне обале јавља се током владања атамана (хетмана) П. Дорошенка (Дорошенко Петро Дорофійович 1627—1698) од 1665. до 1676, пуковника из Прилука и унук Михајла Дорошенка. Овај се прикључује Богдану Хмељницком у устанку против пољске доминације. Дорошенко потпомогнут Кримским Татарима 1665. овлада Десном обалом. Дорошенко искористи прилику и предложи себе Русима за атамана целе Украјине, као савезнице московске Русије, али независне од Пољске. Он однесе још победу над извесним Иваном Бријуховетским. Жели још више да ојача и склапа савез са моћном турском силом предвођеном Султаном Мехмедом. То му је грешка. Пред врата му долази Јан Собјески, а војска му дезертирала и прешла промосковским Козацима. Дорошенко је умро 1698. и многи га још држе националним херојем. Украјина, као хетманат бијаше мултикласна социјална организација чији се пук бавио пољопривредом и слободу бранио оружјем. Њихова оријентисаност Москви довела је до поступног лимитирања и касније у касном 17. веку саме ликвидације њиховог војно-политичког система.

### Ширење царске Русије у 18. веку
Током 18. века бурно је на Западној обали, свашта се збива. Године 1771. пољска владавина у западној Украјини пропада. Резултат тога је да је готово цели Халич, и западне делове Волиније и Подилије заузела Аустрија. Ове земље ујединиће се заједно с деловима пољских провинција у Краљевство Халича и Лодомерије. Остале територије стећи ће Аустрија након трећег пада Пољске 1795. Сјеверну Буковину Аустрија ће такође заузети. Године 1774, бечке трупе заузет ће целу земљу 1775.
У касном 18. веку аустријски цар Јосип и царица Марија Терезија оствариће бројне реформе у земљи. Значајно је да ће ограничити моћ земљовласника над сељацима. Организује се школство, а у Лавову ће се 1784. утемељити универзитет.
Док на Западној обали Украјинци долазе под утицај аустријске културе, и на Левој обали има компликација. Руси и Швеђани ратују за Балтичку обалу. Војска је скупа, врши се економски притисак на Украјинце. Године 1687. за атамана је изабран Иван Мазепа 1644—1709. Он ризично коцка, своје козаке (4,000) удружује у десетом месецу 1708. с војском Карла. Споразум је ускоро склопљен између Украјине и Шведске по којем ће Украјина бити потпуно независна од свих страних сила. Несрећом, већина украјинске јавности није упућена у атаманове интенције и противи се његовом плану устанка против Петра. Неслога је довела да су царске трупе почеле прогањати козаке. Делом су ови козаци уништени, а неки позатварани. Атаман Иван је проглашен издајицом а име му је анатемизирано. Царском одлуком новим атаманом проглашен је И. Скоропадски (1646—1722)
Након пораза шведске војске код Полтаве у шестом месецу 1709. и капитулацијом Карла и његових савезника, царска офанзива против аутономије хетманата извршена је много брже. Запорошки сич је уништен. Хиљаде козака беже у Турску у потрази за заштитом. Петар I успешно уништава све трагове украјинског државног система и њен економски потенцијал. Током елекције И. Скоропадски (1708), Петар I одбија да потпише традиционални уговор између Украјине и Русије. Нови атаман, практично нема никаквих права доношења самосталних одлука. Сљедећи корак уништења украјинске аутономије је стварање (Прве) Мале Русије 1722.
Касније нешто покушава учинити нови хетман Д. Апостол (1654—1734), оснује тек 'нови сич', хетманове активности остадоше под паском цара, односно његове политике. К. Розумовски (1728—1803) изабран је за новог хетмана 1750, он ће бити последњи. Он ипак реорганизује козачку војску, припрема неке реформе, одржава састанке козачких часника и настоји се реши стране политике. Но ствара се и Друга Мала Русија 1764, потпуно је ликвидирана аутономија Леве обале хетманата. Напади цариста 1770-их и 1780-их финале су уништења украјинске аутономије и ликвидације козачке војске. На месту Слободне Украјине настаће Харковско поткраљевство.
Манифестом 1775. проглашена је ликвидација запорошког сича. 1780-их територија је подељена на регије које воде гувернери-генерали. Крајем века Украјина не губи само политичку, него и економску независност, што је последица економске политике руске монархије.

### Украјински национални покрет у 19. веку
Источна Украјина окупирана је од руског царства, укључујући Леву обалу, јужну регију. У свих девет провинција на које је источна Украјина подељена у 19. веку, влада руски царизам и русификација. Последица је да је број Украјинаца на том подручју до краја века смањен 80%.
У првој деценији 19. века украјински национални културни покрет повезан је са политичким јединством. Многи Украјинци постају чланови руске масонске организације, која прокламује стварање 'мудрог друштва' људи са једнаким правима. Стварају се тајна друштва, оријентисана против Руске монархије. Популација Леве обале потпомаже ослободилачком покрету пољске властеле од 1830/31. Етнички Украјинци, заједно са Пољацима, устали су за слободу Пољске у устанку од 1863—1864.
Активности Братства Св. Ћирила и Методија, нелегална политичка организација украјинске националне интелигенције, створена у Кијеву 1846, ради на консолидацији националног ослободилачког покрета. Тарас Шевченко је ширио националне ослободилачке идеје у својим песмама. Циљ је Братства постигнуће Украјинске независности и стварање равноправних чланица конфедерације независних словенских земаља, са Кијевом као политичким средиштем. Практичне активности концентрисане су на едукацији и тражењу пута повећања економског развоја Украјине. Руски царисти дивље се обрачунавају са члановима Братства.
Ново доба ослободилачког покрета Украјинаца повезано је активностима руских 'народњака'. Њихове окружнице и организације делују у Кијеву, Одесси, Чернихиву и другим градовима. Идеје слободе и једнакости шире се од народњака и међу сељаштво. Након 1885. народњаци губе водећу улогу у ослободилачком покрету. Јављају се социјалдемократска интелигенција која се позива на радништво. Марксистички утицаји осећају се 1880-их и 1890.их година. Јављају се политичке украјинске странке Револуционарна Украјинска Странка, Украјинска Социо-демократска Радничка Странка и Друштво напредних Украјинаца, које утемељише 1908. Мухајло Хрусеквскиј, С. Јевремов и Е. Чухаленко. Ово друштво у ствари је међу-страначки политички блок.
Диференцијација између одвојених источнословенских група почела је да се јавља у каснијем средњем веку, а источнословенски дијалекатски континуум се развио у оквиру Пољско-литванске заједнице, при чему се русински језик појавио као писани стандард. Активан развој концепта украјинске нације и украјинског језика започео је украјинским националним препородом почетком 19. века. У совјетско доба (1917–1991), званична историографија је истицала „културно јединство ’праукрајинаца’ и ’праруса’ у петом и шестом веку“.

## Етнографија и култура

### Локалне групе
Украјинци се гранају (З. Кузела) на Сјеверне, Северозападне и Западне.
Западни Украјинци познати су и као Рутени или понекад Русини. Ови су насељени на Карпатима, то су од запада према истоку Лемки, Бојки и Хуцули. Североисточно од Хуцула, у Галицији и Буковини, па до Дњестра на северу живе Покучани, Хуцулима су и сродни.
Северозападни Украјинци настањени су у подручју близу пољске границе а имају и енклава у тој сусједној држави. Код Северозападних Украјинаца налазимо неколико различитих етничких скупина међу којима су једни познати као Долињани. Долињани се од осталих скупина разликују по свом говору као и неким разликама у ношњи.
Постоје разлике и у неким обичајима, као певању 'пролетних песама'. Долињани су слабо изучена етничка подгрупа. Остале значајне етничке групе су и Батиукy и Вересиукy.
Групе Опољана и Подиљана насељене су у Подилији. Међу овима Подиљани настањују источну Подилију између Дњестра и Боха. Имају властите посебне обичаје и фолклор.
Позната група Волињана данас више није хомогена, постоје два сродна типа, јужни од северозападне Галиције до Лутска и северни који се шири до Полисије. Волонија је сачувала многе старе пјесме (химне) зимских фестивала, званих колиадлy, и новогодишњих песама.
Северни Украјинци настањени су у северној Украјини јужно од Јаселде и Припјата на обе обале Десне и левој обали Дњепра. Овде су некада живели стари Деревљани и Сиверјани. Северни су Украјинци сачували стару украјинску народну културу, тек најзападнији међу њима у подручју Челма и Подласја нису успели да се одупру снажном притиску Пољака и сачувају свој етнички тип. Подлесјани из Подлесја дефинитивно припадају сјеверном украјинском типу с културним и етничким карактеристикама и говоре северним дијалектом. Сачували су много од своје старине, од старе шумске културе и старих обичаја из средњовековног периода. Њихови обичаји аналогни су онима од Бојка и Хуцула са Карпата. Подлесје има и богату оралну традицију и сачуван велик број колиадкy са старим темама и много ритуалних пјесама.
Подлесјани нису у потпуности хомогени, нарочито на истоку. Често се називају именима Полишчуки и Пинчуки (Полисхцхукс, Пинцхукс) Цело Подлесје дијели се на Подлесје, Пинск, Волинију и Чернихив.

### Живот и обичаји
Познати украјински обичај су хахилкy, који се данас приређују на ускрсним недељама а састоје се од песама, игара и драмских сцена који ће по веровању намамити пролеће и отерати зиму. Ови обреди у паганска времена одвијала су се у светим луговима, данас око цркава или око гробља. Песма и игре фунерални су култ и персонификују погреб за мраз и зиму. Они такође изазивају раст биља и покушавају осигурати обилну жетву кроз магијску музику, речи и покрете тела.
У неким древним хахилкy играма, играчи се крећу у круг имитирајући ротацију сунца, док други разним гестовима показују сталност човековог постојања на земљи.
Класична етничка кухиња Украјинаца састоји се од јела познатих у њиховом језику као ковбаса, вареники, голубци, капуста и боршч.
За време Ускрса у ускрсну корпицу стављају се бојена јаја 'пyсанки'.
Украјинци су од давних времена заокупљени агрикултуром и одани својој земљи и њеним плодовима. Украјина, зову је 'житницом Европе' крух сматра најсветијом храном, јер он садржава жито које их одржава на животу. Стара традиција нуђења круха и соли госту датира уназад много векова. Гостима се код Украјинаца нуди округли хлеб и со на везеном пешкиру уз традиционални домаћинов „Витајемо!" (=добродошли) .
Овдје се може позвати и на старе Грке, који су пре 2000 година нудили гостима хлеб и со. Пре око 2500 година, стара Украјина, тада Скитија, била је житница Грчке. Грчко тло било је погодно за винову лозу и маслину, али не и за жито. У та стара времена Грчке колоније Тyрас, и рецимо Пантицапаеум (данашњи Керч) и Олбиа беху насељене дуж црноморске обале Украјине. Ова традиција симболизује везу Украјине с коренима грчке културе. Хлеб и пшеница одувек су важан елемент у украјинском животу, у култури и фолклору. Разни национални хлебови играју значајну улогу у обичајима и традицији украјинске културе. Божићни, ускршњи, свадбени и фунерални хлебови заузимају средишње место.

### Језик
Украјински (украї́нська мо́ва, ukraі́nska móva) је језик источнословенске подгрупе словенских језика. То је једини званични државни језик Украјине. Писани украјински користи украјинско писмо, једно од многих заснованих на ћириличном писму.
Украјински језик води своје порекло од староисточнословенског језика средњовековне државе Кијевске Русије . У својим ранијим фазама на латинском се звао русински. Украјински је, заједно са свим осталим источнословенским језицима, линеарни потомак колоквијалног језика који се користио у Кијевској Русији (10.–13. век).
Језик је опстао упркос неколико периода забрана и/или обесхрабрења коришћења током векова, јер је ипак увек одржавао довољну базу међу народом Украјине, његовим фолклорним песмама, путујућим музичарима и истакнутим ауторима.
Велики део грађана Украјине говори руски. Према украјинском попису из 2001. године, 67,5% Украјинаца (грађана Украјине) и 85,2% етничких Украјинаца навело је украјински као свој матерњи језик, а 14,8% је навело руски као матерњи језик. Овај попис не обухвата Украјинце који живе у другим земљама.

### Религија
Украјину су насељавала паганска племена све док хришћанство византијског обреда није уведено на прелазу у први миленијум. Каснији писци који су настојали да кијевско хришћанство ставе на исти ниво примата као и византијско хришћанство су замишљали да је сам апостол Андреј посетио место где ће касније бити изграђен град Кијев.
Међутим, тек у 10. веку је држава у настајању, Кијевска Рус, постала под утицајем Византијског царства; прво познато обраћење било је од стране кнегиње Свете Олге која је дошла у Цариград 945. или 957. године. Неколико година касније, њен унук, кнез Владимир, крстио је свој народ у реци Дњепар. Тиме је започела дуга историја доминације источног православља у Рутенији (Украјина).
Украјинци су претежно православни хришћани и чине другу по величини етнолингвистичку групу међу источним православцима у свету. Украјинци имају своју аутокефалну православну цркву Украјине на челу са митрополитом Епифанијем, а у источним и јужним областима Украјине најзаступљенија је Украјинска православна црква под јурисдикцијом Московске патријаршије.
У западном региону познатом као Галиција, Украјинска гркокатоличка црква, једна од католичких цркава источног обреда има јако чланство. Од пада Совјетског Савеза дошло је до раста протестантских цркава и Родноверија, савремене словенске паганске религије. Постоје и етничке мањине које практикују друге вере, односно Кримски Татари (ислам) и Јевреји и караими (јудаизам).
Истраживање Центра Разумков из 2020. показало је да се већина украјинског становништва придржава хришћанства (81,9%). Од ових хришћана, 75,4% су источни православци (34% Православне цркве Украјине и 13,8% Московске Патријаршије, а 27,6% су једноставно православци), 8,2% су гркокатолици, 7,1% су једноставно хришћани, још 1,9% су протестанти и 0,4% су латинокатолици. Од 2016. године, 16,3% становништва не исказује верску припадност, а 1,7% се придржава других религија. Према истом истраживању, 70% становништва Украјине се изјаснило да су верници, али не припадају ниједној цркви. 8,8% се не идентификује ни са једном од конфесија, а још 5,6% се изјаснило као неверници.

### Музика
Украјинска музика укључује разноврсност спољашњих културних утицаја. Такође има веома снажну аутохтону словенску и хришћанску посебност чији су елементи раније коришћени међу многим суседним народима.
Артемиј Ведел је заједно са Максимом Березовским и Дмитријем Бортњанским признат као један од „златне тројке“ композитора украјинске класичне музике 18. века и један од највећих руских хорских композитора.
Борис Љатошински је водећи члан нове генерације украјинских композитора 20. века.
Украјинска народна усмена књижевност, поезија и песме (као што су думе) спадају међу најизразитије етнокултурне карактеристике Украјинаца као народа. Верска музика је постојала у Украјини пре званичног усвајања хришћанства, у облику обичне песме „obychnyi spiv“ или „musica practica“. Традиционална украјинска музика се лако препознаје по помало меланхоличном тону. Први пут је постао познат ван Украјине током 15. века јер су музичари из Украјине наступали пред краљевским дворовима у Пољској (последња у Русији).
Велики број познатих музичара широм света школовао се или рођен у Украјини, међу њима су позната имена попут Дмитрија Бортњанског, Сергеја Прокофјева, Мирослава Скорика итд. Украјина је такође ретко признато музичко срце бившег Руског царства, одакле је потекла њена прва професионалне музичке академије, која је отворена средином 18. века и дала је бројне ране музичаре и композиторе.

### Плес
Украјински плес се односи на традиционалне народне игре народа Украјине. Данас је украјински плес првенствено представљен оним што етнографи, фолклористи и историчари плеса називају „украјинским народно-сценским играма“, који су стилизовани прикази традиционалних игара и њихових карактеристичних покрета који су кореографисани за концертне плесне представе. Ова стилизована уметничка форма је толико прожела културу Украјине, да је данас остало веома мало чисто традиционалних облика украјинског плеса.
Украјински плес се често описује као енергичан, брз и забаван, а поред традиционалних ускршњих јаја (писања), карактеристичан је пример украјинске културе признате и цењене широм света.

### Симболи
Државни симболи Украјине укључују њену заставу и њен грб.
Државна застава Украјине је плаво-жути двобојни правоугаоник. Поља у боји су истог облика и једнаке величине. Боје заставе представљају плаво небо изнад жутих поља пшенице. Застава је дизајнирана за конвенцију Врховног русинског савета, који се састао у Лавову у октобру 1848. Његове боје су засноване на грбу Краљевине Рутеније.
Грб Украјине има исте боје које се налазе на украјинској застави: плави штит са жутим трозубцом — симболом древних источнословенских племена која су некада живела у Украјини, а касније су га усвојили владари Русина и Кијевске Русије.